# Victor Emanuel Range
Die Victor Emanuel Range (ehemaliger Name: Victor Emanuelgebirge) ist eine Kalkstein-Bergkette im Neuguinea-Hochland im westlichen Papua-Neuguinea. Die Bergkette liegt im Telefomin District im äußersten Süden der Provinz Sandaun von Papua-Neuguinea im Grenzgebiet zur Westprovinz.
Das Gebirge wurde von dem italienischen Naturforscher Luigi Maria d’Albertis nach dem König von Italien Viktor Emanuel II. benannt, als er 1876 den Verlauf des Fly River kartografierte, der in diesem Bereich entspringt. Im Norden der Bergkette entspringen ebenfalls die Oberläufe des Sepik River. Der höchste Punkt des Gebirges ist der Mount Wamtakin (5° 12′ S, 141° 53′ O), 3577 Meter über dem Meeresspiegel. Ein weiterer hoher Gipfel des Gebirgszugs ist der Mount Kweirok (3508 m; 5° 16′ S, 141° 55′ O).
Die Victor Emanuel Range verläuft grob in Ost-West-Richtung. Südlich des Sepik River schließen sich im Westen die Hindenburg Range und weiter westlich die Star Mountains im Grenzgebiet zum indonesischen Teil Neuguineas an. Nördlich des Sepik River gehen die westlichen Ausläufer des Mount Wamtakin in die Tirpitz Mountains über, die als Untereinheit der Victor Emanuel Range betrachtet werden können. Im Norden und Osten schließen sich weitere Gebirgsketten des Neuguinea-Hochlands an, Richtung Süden fällt das Gelände ins südliche Tiefland von Neuguinea deutlich ab.